# باول إف. كير
باول إف. كير (بالإنجليزية: Paul F. Kerr)‏ هو عالم معادن ‏ وأستاذ جامعي أمريكي، ولد في 12 فبراير 1897 في هيميت في الولايات المتحدة، وتوفي في 27 فبراير 1981.

## معرض صور

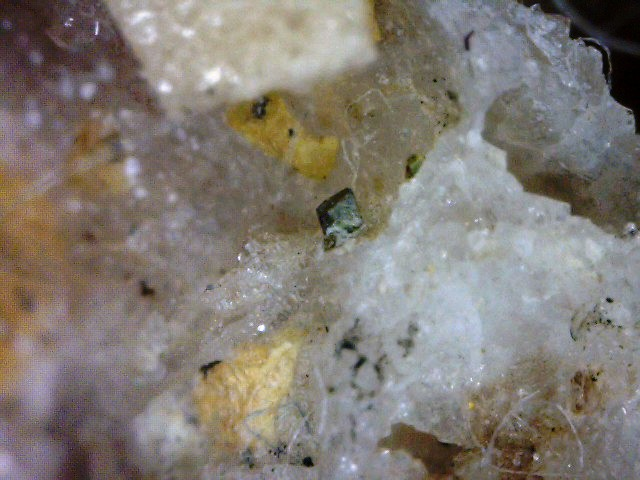
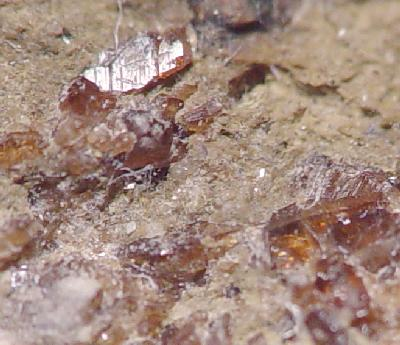
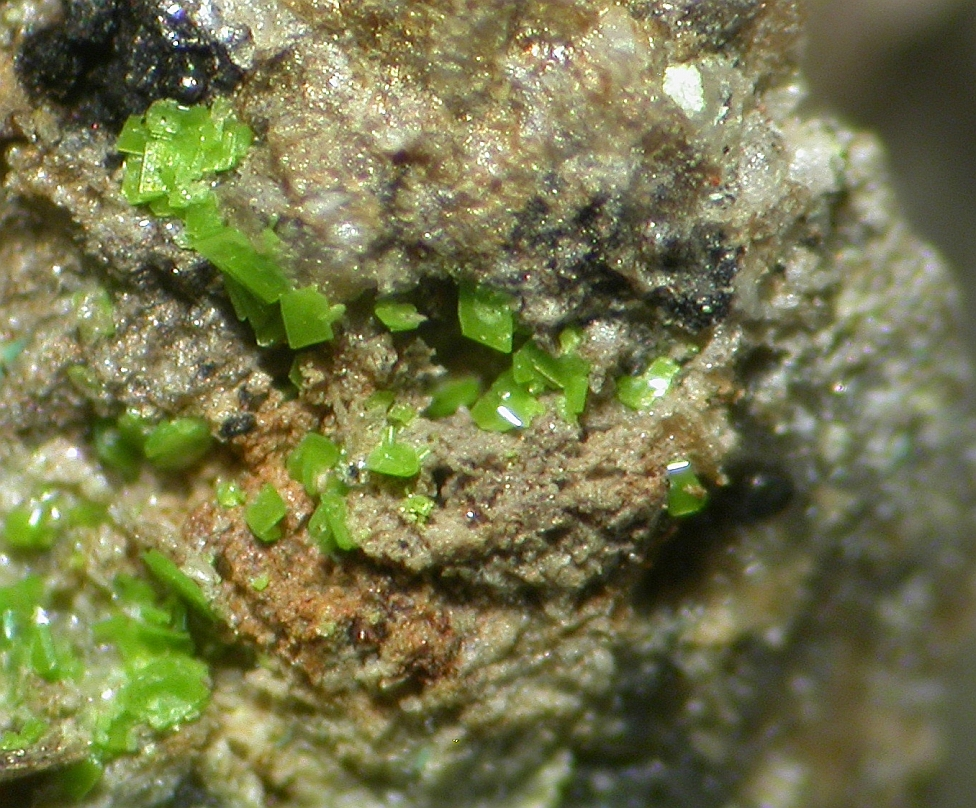
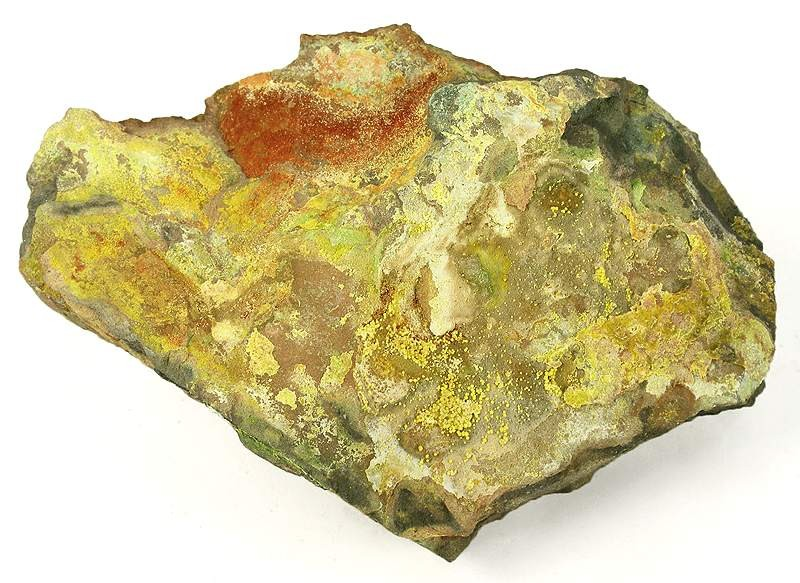
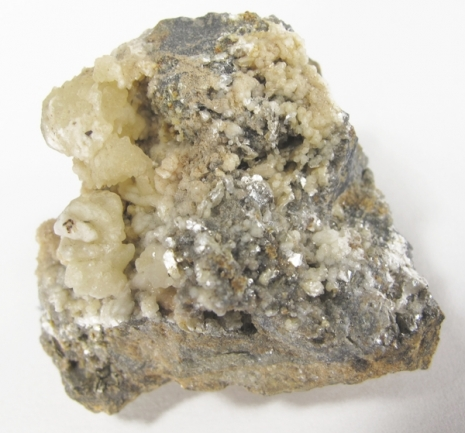